# Richard R. Ernst
Richard Robert Ernst (Winterthur, 14 de agosto de 1933-Winterthur, 4 de junio de 2021) fue un químico y profesor universitario suizo galardonado con el Premio Nobel de Química de 1991.

## Biografía
Estudió química en la Escuela Politécnica Federal de Zúrich, donde se graduó en 1957 y se doctoró en 1962 en fisicoquímica. A partir de 1970 es profesor de fisicoquímica en este mismo centro.
Inició sus investigaciones científicas sobre la resonancia magnética nuclear (RMN), fenómeno conocido desde 1945 gracias a su descubrimiento por los Premios Nobel de Física Felix Bloch y Edward Mills Purcell, y que consiste en la absorción selectiva de energía por los núcleos atómicos que poseen un momento magnético, cuando están situados en un campo magnético y son irradiados con radiación electromagnética con una frecuencia determinada. Mediante el uso de la espectroscopia, observó como las frecuencias de resonancia, características de estos núcleos, varían de acuerdo con el entorno químico del átomo, pudiendo identificar la presencia de estos núcleos y la naturaleza de sus interacciones químicas en el núcleo de una molécula. En la década de 1960 consiguió aumentar en más de diez órdenes de magnitud la sensibilidad de esta técnica reemplazando la variación suave de la frecuencia con intensas pulsaciones radiométricas. 
La aplicación de la técnica matemática de la serie de Fourier a la compleja señal obtenida de los núcleos permitió la reconstrucción del espectro de la resonancia magnética nuclear, ampliando así el rango de núcleos susceptibles de ser estudiados con esta técnica.
En 1991 fue galardonado con el Premio Nobel de Química por el desarrollo de la espectroscopia de resonancia magnética nuclear de alta resolución, un método necesario para el análisis de las estructuras moleculares.